# Dmitrij Stukałow
Dmitrij Stukałow (ros. Дмитрий Павлович Стукалов; ur. 2 maja 1951 w Leningradzie) – radziecki lekkoatleta specjalizujący się w długich biegach płotkarskich, uczestnik letnich igrzysk olimpijskich w Montrealu (1976), dwukrotny mistrz Europy juniorów z Paryża (1970), w biegu na 400 m ppł oraz sztafecie 4 × 400 metrów.

## Sukcesy sportowe
- mistrz Związku Radzieckiego w biegu na 400 m ppł – 1973[1]

| Rok  | Miasto   | Zawody                        | Konkurencja                          | Wynik         |
| ---- | -------- | ----------------------------- | ------------------------------------ | ------------- |
| 1968 | Lipsk    | europejskie igrzyska juniorów | bieg na 400 m ppł                    | brązowy medal |
| 1970 | Paryż    | mistrzostwa Europy juniorów   | bieg na 400 m ppł sztafeta 4 × 400 m | złoty medal   |
| 1970 | Turyn    | letnia uniwersjada            | bieg na 400 m ppł                    | brązowy medal |
| 1971 | Helsinki | mistrzostwa Europy            | bieg na 400 m ppł                    | brązowy medal |
| 1973 | Moskwa   | letnia uniwersjada            | bieg na 400 m ppł                    | złoty medal   |
| 1978 | Praga    | mistrzostwa Europy            | bieg na 400 m ppł                    | srebrny medal |

## Rekordy życiowe
- bieg na 400 m – 47,18 – 1976
- bieg na 400 m ppł – 49,58 – Monachium 30/05/1976